# 沙丘國家公園

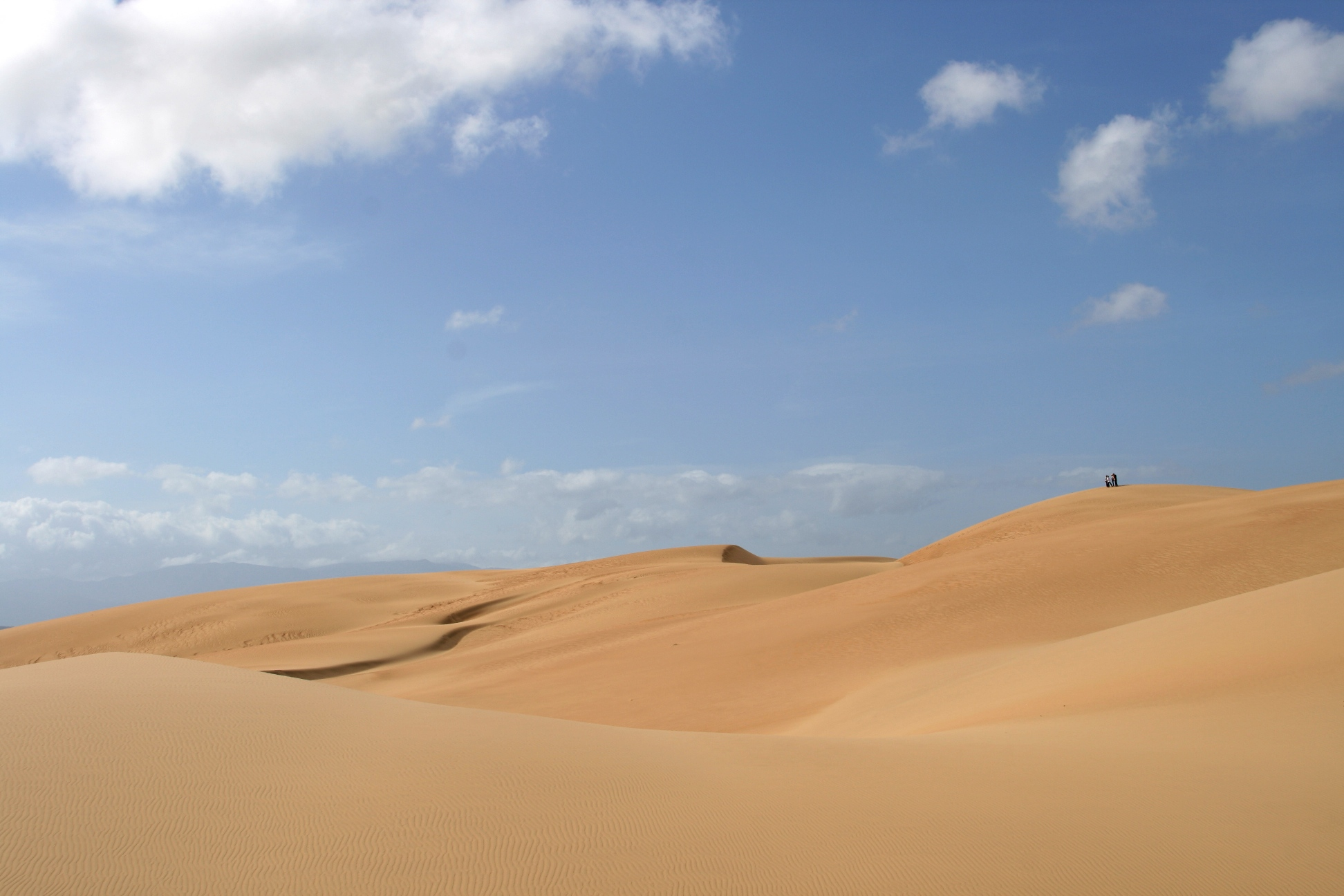

沙丘國家公園（西班牙語：Parque nacional Los Médanos de Coro）是委內瑞拉的國家公園，位於該國西北部，由法爾孔州負責管轄，面積91平方公里，始建於1974年2月6日，該地區的沙丘高度可達40米。

## 外部連結
- http://www.venezuelatuya.com/occidente/medanos.htm （页面存档备份，存于）
- http://www.losmedanos.com/ （页面存档备份，存于）
- The Bibliography of Aeolian Research